# نظام وليام بومونت الصحي
نظام وليام بومونت الصحي (بالإنجليزية: William Beaumont Health System)‏ هو نظام رعاية صحية في حاضرة ديترويت في ولاية ميتشيغان. بدأ هذا النظام عام 1955 عندما تم افتتاح مستشفى وليام بومنت في مدينة رويال أوك. ينسب هذا النظام الصحي للطبيب وليام بومنت الذي كان يعمل في قاعدة عسكرية في مدينة ماكينك آيلاند في ولاية ميتشيغان.

## المواقع
يشتمل نظام وليام بومونت الصحي على ثلاثة مستشفيات وتسع مراكز طبية وعدة دور تمريض ومراكز إعادة تأهيل. أكبر هذه المستشفيات يقع في في شارع ثيرتين مايل في رويال أوك ويحوي على 1070 سرير.